# جنبش توسعه گرجستان
جنبش توسعه (انگلیسی: Development Movement، گرجی: შენების მოძრაობა)، یک جنبش سیاسی در گرجستان بود که در سال ۲۰۱۷ بنیان گذاشته شد و در دسامبر ۲۰۱۹ در حزب تازه تأسیس للو برای گرجستان ادغام شد.
این جنبش یا حزب سیاسی توسط سخنگوی پیشین پارلمان گرجستان، داوید اوساپاشویلی بنیان گذاشته شده و در انتخابات محلی سال ۲۰۱۷ تنها توانست ۷ دهم درصد آرا را کسب کند. در انتخابات ریاست جمهوری سال ۲۰۱۸ دیوید اسوپاشویلی نیز در بین نامزدان حضور داشت که توانست ۲٫۳۶ درصد آراء را کسب کند.
اسوپاشویلی از دسامبر ۲۰۱۹ به اتحادیه سیاسی تازه تأسیس للو برای گرجستان پیوسته‌است و در انتخابات اکتبر ۲۰۲۰ پارلمانی گرجستان جنبش توسعه به همراه حزب للو نامزد خواهند داشت.